# Arachnidium irregulare
Arachnidium irregulare är en mossdjursart som beskrevs av Harmer 1915. Arachnidium irregulare ingår i släktet Arachnidium och familjen Arachnidiidae. Inga underarter finns listade i Catalogue of Life.